# Venus Xtravaganza
Venus Xtravaganza, née le 22 mai 1965 à Jersey City et morte le 21 décembre 1988 à New York, est une performeuse transgenre américaine. Elle a attiré l'attention à la suite de son apparition dans le film documentaire de Jennie Livingston, Paris Is Burning, en 1990, qui raconte sa vie de femme trans.

## Biographie

### Jeunesse
Venus Xtravaganza nait le 22 mai 1965 à Jersey City, dans le New Jersey,. Ses parents étaient d'origine italo-américaine et portoricaine. Elle a quatre frères. Elle prend le prénom de Vénus au début de son adolescence.

### Carrière
Venus Xtravaganza déclare dans le film Paris is burning qu'elle a commencé à se travestir et à se produire à l'âge de 13 ou 14 ans, datant ses premières performances en 1978 ou 1979,. Elle quitte finalement le domicile familial, déclarant qu'elle ne voulait pas « les embarrasser », et emménage avec sa grand-mère au 343.5 8th Street à Jersey City afin de suivre son identité.
Sa carrière dans la ball culture commence en 1983 lorsque le fondateur de la House of Xtravaganza, Hector Valle, l'invite à rejoindre la maison. Elle le décrit plus tard comme « le premier homme gay que j'ai rencontré ». Le jour de son quinzième anniversaire, Hector Valle l'emmène à Greenwich Village, organise une fête et lui achète un gâteau.
Après la mort de Valle des suites de complications liées au sida en 1985, Angie Xtravaganza devient la mère de la maison et prend Venus comme sa fille drag queen. Lors du tournage de Paris Is Burning, Venus Xtravaganza est un aspirant mannequin et exprime le désir d'une chirurgie d'affirmation du genre pour « se sentir complète ».

### Mort
Le 21 décembre 1988, Venus Xtravaganza est retrouvée morte dans une chambre de l'hôtel Fulton, au 264 West 46th Street, à New York. Son corps se trouve sous un matelas et les enquêteurs déterminent qu'elle a été ligotée et étranglée. On pense qu'elle est morte trois ou quatre jours avant d'être découverte. Le tournage de Paris Is Burning était encore en cours, et les dernières scènes du documentaire montrent Angie Xtravaganza réagissant à la mort de Venus. Angie se souvient que Venus « était trop sauvage avec les gens dans la rue » et qu'elle craignait que « quelque chose [lui] arrive ». Angie est la première personne contactée par les détectives, et elle informe ensuite la famille biologique de Venus.
En 2022, la police de New York rouvre l'affaire après avoir collaboré à la production du documentaire I'm Your Venus. Le film raconte comment les membres de la famille biologique de Venus et la House of Xtravaganza ont travaillé ensemble pour honorer sa mémoire et obtenir justice. La Trans Doe Task Force a joué un rôle consultatif dans le traitement des preuves ADN, bien que les détails de l'affaire restent confidentiels. Plus tard dans l'année, la famille de Venus réussit à obtenir un changement de nom légal posthume, la reconnaissant officiellement comme Venus Pellagatti Xtravaganza.
Dans Paris Is Burning, Venus Xtravaganza  décrit comment elle a échappé de justesse à l'attaque d'un homme qui avait découvert qu'elle était transgenre lors d'une rencontre intime. On suppose que son assassinat s'est produit dans des circonstances similaires. Son assassin n'a jamais été identifié et elle est enterrée au cimetière Holy Cross à North Arlington, dans le New Jersey.

## Héritage
Dans son livre Bodies That Matter: On the Discursive Limits of «Sex», la chercheuse féministe Judith Butler discute des interviews de Xtravaganza dans le contexte de l'identité transgenre et de la théorie du genre.
En 2013, une troupe de théâtre de la ville de New York met en scène une pièce de théâtre sur le thème du meurtre et du mystère inspirée par sa mort. Les membres de la House of Xtravaganza prennent leurs distances avec la production et la condamnent comme étant « inappropriée, opportuniste et irrespectueuse de l'héritage de Venus ». La famille biologique de Xtravaganza exprime également son mécontentement à l'égard de la pièce.
Des références à Venus Xtravaganza et à ses citations apparaissent tout au long de la série de téléréalité RuPaul's Drag Race, en particulier dans l'épisode 2 de la saison 4, lorsque le candidat Willam Belli reprend une lecture qu'elle a prononcée dans le documentaire Paris Is Burning.
La House of Xtravaganza reste active sur la scène de la ball culture et dans l'activisme LGBTQ+. C'est l'une des plus anciennes maisons encore en activité à New York. Dans le documentaire How Do I Look de 2006, le Venus Xtravaganza Legends Award est décerné à Jazmine Givenchy en reconnaissance de ses contributions à la ball culture.
Le 31 mars 2023, Journée internationale de visibilité transgenre, la ville de Jersey City désigne la maison de la famille Pellagatti, située au 343,5 8th Street, comme monument historique,,.